# アレクサンデル・ビュットネル
アレクサンデル・ビュットネル（Alexander Büttner, 1989年2月11日 - ）は、オランダ・ドゥーティンヘム出身のサッカー選手。ポジションはディフェンダー。本来の発音では促音は入らないため、ビュートネルが適切。

## 経歴
フィテッセのユースチームから2007-2008シーズンよりトップチームに昇格した。フィテッセではハーフナー・マイクや安田理大とも共にプレーした。
2012年8月21日、マンチェスター・ユナイテッドFCと5年契約を締結。本人は「ユナイテッドへの移籍は僕の人生におけるハイライトの1つ」と語っている。
2012年9月16日、2012-13シーズンプレミアリーグ第4節対ウィガン・アスレティックFC戦でパトリス・エヴラに代わってスターティングメンバーでプレミアリーグ初出場を飾り、その試合で初得点、初アシストを記録した。
2014年6月28日、FCディナモ・モスクワへの移籍が発表された。
2017年1月16日、2年半の契約でフィテッセに復帰した。
2019年11月1日、2020シーズンからニューイングランド・レボリューションに加入することが発表された。

## タイトル
クラブ
マンチェスター・ユナイテッド
- プレミアリーグ 2012-13
- FAコミュニティ・シールド 2013

フィテッセ
- KNVBカップ 2016-17